# Vairano Patenora
Vairano Patenora es un municipio situado en el territorio de la provincia de Caserta, en la Campania (Italia).

## Demografía
| Gráfica de evolución demográfica de Vairano Patenora entre 1861 y 2001 |
|                                                                        |
| Fuente ISTAT - elaboración gráfica de Wikipedia                        |